# Орша
О́рша (біл. Орша, рос. Орша, біл. тарашк. Во́рша, Vorša) — місто в Оршанському районі Вітебської області Білорусі, адміністративний центр Оршанського району. Розташоване на південному сході області, у верхній течії Дніпра і його притоки — річки Оршиці, частково на схилах Оршанської височини в середньому на висоті 180 метрів над рівнем моря.

## Історія
Місто вперше згадується в 1067 під назвою Ръша. Тоді князь Всеслав Полоцький з двома синами був викликаний князями Ярославичами «на Ршу у Смоленську», перетнув Дніпро на смоленську (ліву) сторону, де був схоплений і посаджений в поруб. Пізніше місто з'являється в межах Мінського князівства князя Гліба Всеславича. Останній між 1104 та 1116 роками побудував в Орші фортецю. У 1119 році Орша перейшла безпосередньо до складу Полоцького князівства. З того часу межа між землею Полоцькою в цілому і Смоленським князівством встановлюється по Дніпру. З 1359 Орша входить до складу Великого князівства Литовського.
8 вересня 1514 місто Орша та околиці стало місцем запеклих боїв московської і литвино-руської армій. Литвино-руськими військами командував волинський князь Костянтин Острозький, призначений Великим князем Литовським Сигізмундом Гетьманом Великого князівства Литовського.
Після першого розділу Речі Посполитої в 1772 місто увійшло до складу Російської імперії. У 1776 місто було позбавлене Магдебурзького права. У 1781 був затверджений новий герб міста, що включав символ Російської імперії і п'ять стріл. У 1812 місто було повністю спалене під час Наполеонівського вторгнення.
У роки Першої світової війни в лютому—жовтні 1918 місто було зайняте німецькими військами. 2 лютого 1919 Орша увійшла до складу Гомельської губернії РРФСР, з 1920 — до складу Вітебської. Після утворення Радянського Союзу була передана Білоруській РСР у 1924.
Чисельність населення перед Другою світовою війною становила 37 тисяч чоловік. У роки Німецько-радянської війни 16 липня 1941 року місто було окуповане німецькими військами. У Орші було створено декілька таборів, 19 тисяч жителів убито. Оршу визволено 27 червня 1944 року військами 3-го Білоруського фронту в ході Вітебсько-Оршанської операції.

## Промисловість

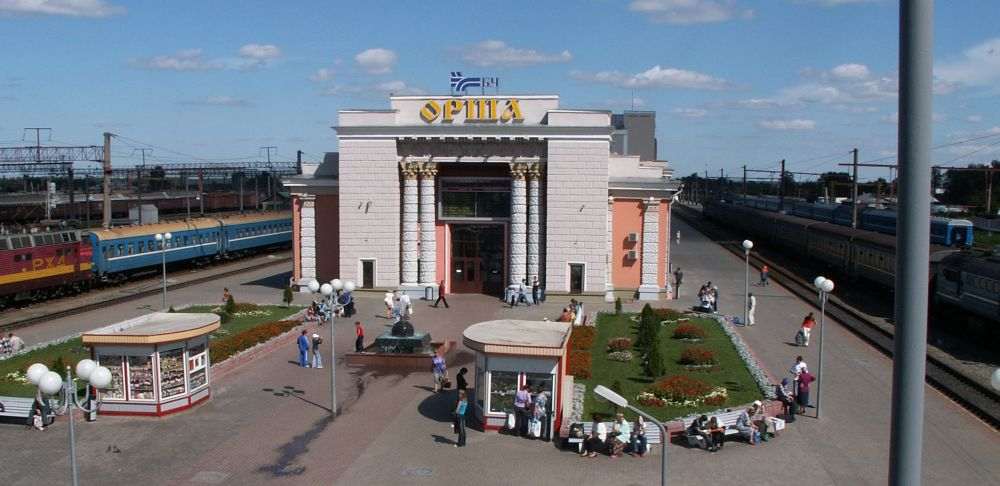
Залізничний вокзал, 2005

Орша — значний залізничний вузол у області і країні.
В Орші працюють 26 промислових підприємств, які випускають 13 % всієї промислової продукції і 17 % товарів народного споживання Вітебської області (за даними на період від січня до вересня 2007 року).
З-поміж важливих промислових підприємств міста: льонокомбінат; заводи: верстатобудівний, інструментальний, «Легмаш», ПАК (завод приладів автоматичного контролю) та інші; підприємства будматеріалів, легкої, харчової промисловості.

## Визначні пам'ятки і уродженці
- Залізничний вокзал в Орші;
- Богоявленський монастир (поч. XVII століття);
- Греко-католицький монастир з бароковою церквою (XVIII століття);
- Музей партизана К. З. Заслонова;
- Меморіальний музей відомого білоруського письменника В. Короткевича, який народився і провів дитинство в місті;
- Краєзнавчий музей.
- Лєцкін Михайло Олександрович (* 1932) — український літератор, літературознавець, літературний критик, письменник, мемуарист, поет, перекладач. Лауреат Всеукраїнської премії імені Івана Огієнка (2014)

## ЗМІ
У місті видаються «Аршанская газета», «Телеком-Экспресс» і «Трибуна текстильщика», працює телерадіокомпанія «Скіф» і Оршанське радіо.

## Міста-побратими
- Бєльці (Молдова), з 1996
- Во-ан-Велен (Франція)

## Люди
У місті народились:
- Виготський Лев Семенович—засновник культурно-історичної школи в психології[3], на якій базується психологічна теорія діяльності.
- Валентин Женевський — азербайджанський та український камерний і естрадний співак. Лауреат Всеукраїнських та Міжнародних фестивалів. Заслужений артист і Заслужений діяч естрадного мистецтва України.
- Наталевич Микифор Якович (1900—1964) — державний і партійний діяч БРСР.
- Дмитро Рильков — білоруський хокеїст, воротар.